# Morgan F-Series 3-wheeler
Morgan F-Series 3-Wheeler — серия трёхколёсных автомобилей, выпускавшихся с середины 1930-х по 1952 год. Автомобили оснащались двигателями Ford мощностью 8—10 л. с. с боковым расположением клапанов (как и в случае с Ford Model Y). Шасси изготовлено из прессованной стали.

## Описание
Четырёхместный Morgan F-4 был представлен в 1933 году на мотоциклетном шоу в Олимпии. Двухместный F-2 был представлен в 1935 году, а F-Super (с крыльями циклического типа и жалюзийным верхом капота) — в 1937 году. Производство трёхколёсных автомобилей было прекращено в 1952 году, когда был выпущен последний F-Series 3-wheeler с двигателем Ford «F»-Super. До 2012 года компания Morgan выпускала только четырёхколёсные автомобили, а в 2012 году компания возобновила производство трёхколёсных автомобилей. Первым за долгое время трёхколёсным автомобилем стал Morgan 3 Wheeler.
- F-4 (четырёхместный автомобиль)
- F-Super (двухместный автомобиль)

## Клоны
Автомобили Morgan F-Series 3-wheeler были широко эмулированы; многие модели 3-колесных автомобилей основаны на дизайне Morgan.